# Diekirch (canton)
Diekirch este un canton al Luxemburgului în districtul Diekirch.
Cantonul conține următoarele opt comune: 
- Bettendorf
- Bourscheid
- Diekirch
- Ermsdorf
- Erpeldange
- Ettelbruck
- Feulen
- Hoscheid
- Medernach
- Mertzig
- Reisdorf
- Schieren

1. ↑   https://statistiques.public.lu/fr/territoire-environnement/index.html Lipsește sau este vid: |title= (ajutor)